# 博多明太!ぴりからこちゃん
『博多明太！ぴりからこちゃん』（はかためんたい ぴりからこちゃん）は、2019年7月から9月まで九州朝日放送ほかで放送された日本の短編テレビアニメ作品。5分枠放送。全12話。
「博多のようで博多でない」とした、商店街を舞台として、食べ物の妖精を日常劇としたアニメ作品。

## 登場キャラクター
ぴりからこちゃん
声 - 河野ひより
本作の主人公。いつも元気で明るい少女。
ソウスケおじさん
声 - 緒方賢一
ぴりからこちゃんの頭の上にいつも乗る明太子。博多弁を話す。
もつ鍋おやじ
声 - 茶風林
頭にもつ鍋が乗っている妖精。いつも何かに怒る。
バランくん
声 - 堀江瞬
弁当などに使われる仕切りのばらんの妖精。
あまおう
声 - 大和田仁美
イチゴの妖精。
マヤ
声 - 内田真礼
「ハカタコーヒー」でアルバイトをしている女性。
キャビアくん
声 - 藤原夏海
頭の上にキャビアが乗っている妖精。
しつじ
声 - 宮田浩徳
キャビアくんのお世話をする執事。
小春おばあちゃん
声 - 大井麻利衣
商店街の「おそうざいや」の店主を務めている。

## スタッフ
- 原作・音楽制作・アニメーション制作 - ジーアングル[3]
- 監督・キャラクターデザイン・プロップデザイン - 石川健朝[3]
- シリーズ構成・脚本 - 入江信吾[3]
- 美術ボード・設定 - 景田学[3]
- 美術監督 - 中村典史（スタジオなや）[3]
- 色彩設計 - 手倉森咲子（Triple A）[3]
- 撮影監督 - 後藤春陽（旭プロダクション）[3]
- 編集 - 本田優規（旭プロダクション）[3]
- 音響監督 - 山崎詩織[3]
- 音楽 - 小林哲也[3]
- プロデューサー - 平田創己、平塚望曜、馬田健志
- アニメーションプロデューサー - 新井通
- 製作 - ぴりからこちゃん製作委員会

## 主題歌
オープニングテーマ「博多明太！ぴりからこちゃん」
作詞・作曲 - 松隈ケンタ / 編曲 - SCRAMBLES / 歌 - ぴりからこちゃん（河野ひより）
配信版でのみ使用。
エンディングテーマ
「ぴっぴぴりから、ぴりからこ。 feat. 鳴花ヒメ・ミコト」（第1話 - 第6話）
作詞・作曲・編曲 - mathru@かにみそP / 歌 - 鳴花ヒメ・ミコト
「ピリッと大スキ♡」（第7話 - 第12話）
作詞・作曲 - YADAKO / 編曲 - Keita Ishizuka / 歌 - fumika

## 各話リスト
| 話数   | サブタイトル             | 絵コンテ   | 演出       | 作画監督          |
| ------ | ------------------------ | ---------- | ---------- | ----------------- |
| 第1話  | まかせて！おるすばん     | 石川健朝   | 石川健朝   | 石川健朝 沓澤洋子 |
| 第2話  | 壮絶！ラーメン戦争       | 林明偉     | 林明偉     | 沓澤洋子          |
| 第3話  | もつ鍋おやじの恋         | りお       | りお       | りお              |
| 第4話  | 恐怖のうどん             | 安彦英二   | 安彦英二   | 安彦英二          |
| 第5話  | 走る！ゴマサバくん       | 石川健朝   | 石川健朝   | 石川健朝 沓澤洋子 |
| 第6話  | あまおうくんのふるさと   | サトウ光敏 | サトウ光敏 | くろち            |
| 第7話  | ウワサの屋台・うらめし屋 | 松井啓一郎 | 松井啓一郎 | 松井啓一郎        |
| 第8話  | はいからさんが通りもん   | 安彦英二   | 安彦英二   | 安彦英二          |
| 第9話  | 納涼！ 白糸の滝          | りお       | りお       | りお              |
| 第10話 | むっちゃん万十コンテスト | 安彦英二   | 安彦英二   | 安彦英二          |
| 第11話 | 逆襲の一口餃子           | かおり     | かおり     | かおり            |
| 第12話 | お祭りだよ！全員集合     | 石川健朝   | 石川健朝   | 石川健朝 沓澤洋子 |

## 放送局
| 放送期間                | 放送時間                     | 放送局       | 対象地域 | 備考                      |
| ----------------------- | ---------------------------- | ------------ | -------- | ------------------------- |
| 2019年7月7日 - 9月22日  | 日曜 6:15 - 6:20             | 九州朝日放送 | 福岡県   | 作品の舞台地              |
| 2019年7月12日 - 9月27日 | 金曜 23:30 - 23:35           | AT-X         | 日本全域 | CS放送 / リピート放送あり |
| 2019年8月4日 - 10月19日 | 日曜 0:25 - 0:30（土曜深夜） | tvk          | 神奈川県 | [ 6 ]                     |

| 配信期間               | 配信時間        | 配信サイト |
| ---------------------- | --------------- | --- |
| 2019年7月7日 - 9月22日 | 日曜 12:00 更新 | Amazonビデオ ニコニコチャンネル GYAO! U-NEXT アニメ放題 ビデオマーケット ひかりTV あにてれ TSUTAYA TV バンダイチャンネル dアニメストア FOD |